# Hoa dại

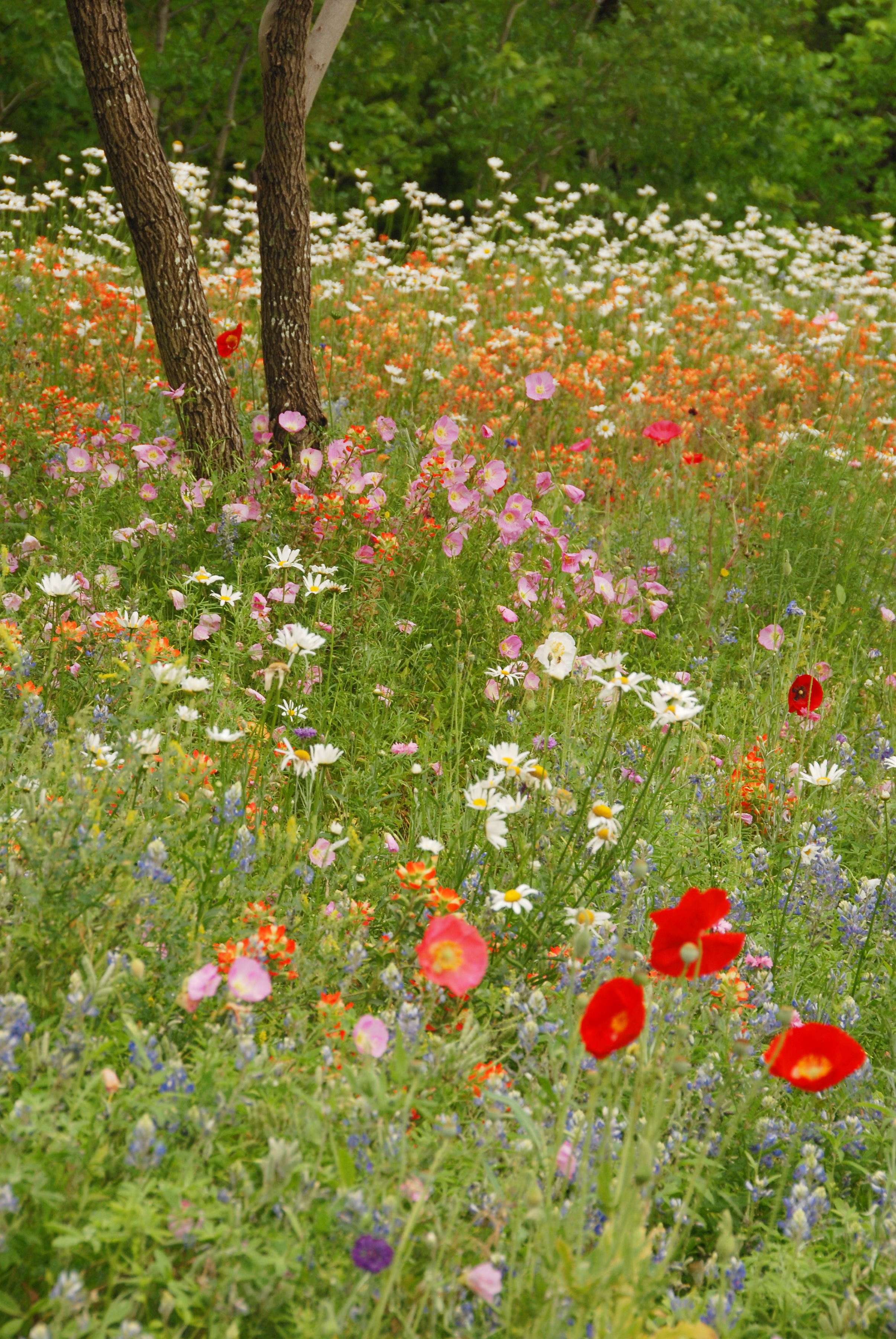
Những bông hoa dại đang nở rộ vào tháng 4 trên một cánh đồng ở trung tâm Texas gần hồ Grapevine.

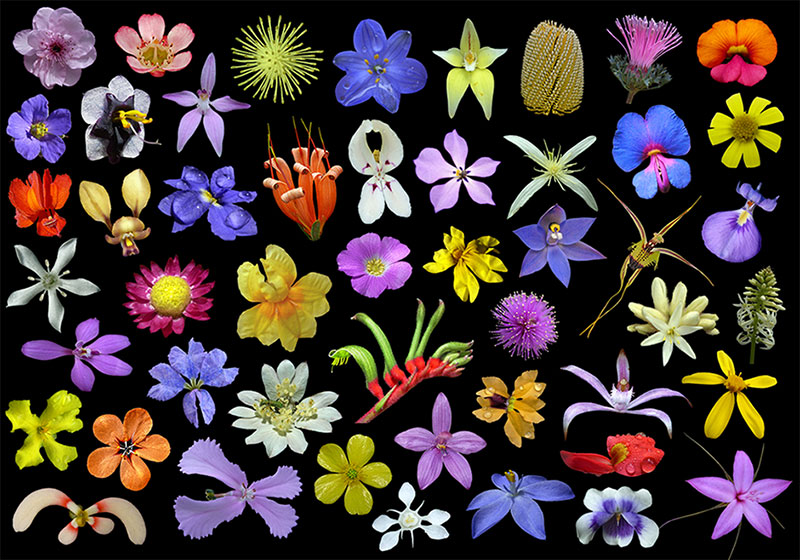
Một số hoa dại ở Tây Úc

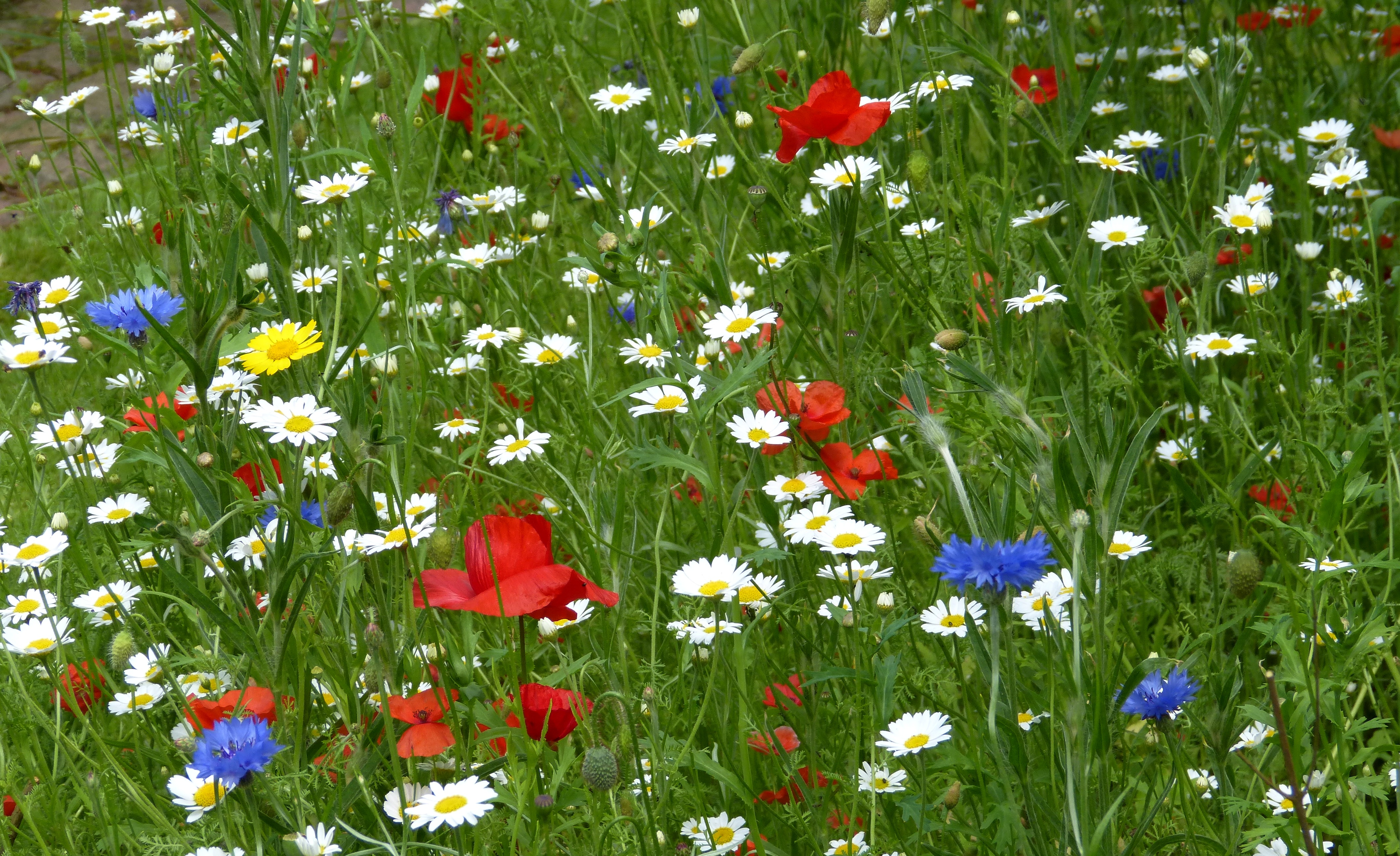
Hoa anh túc đỏ, thanh cúc và cúc La Mã

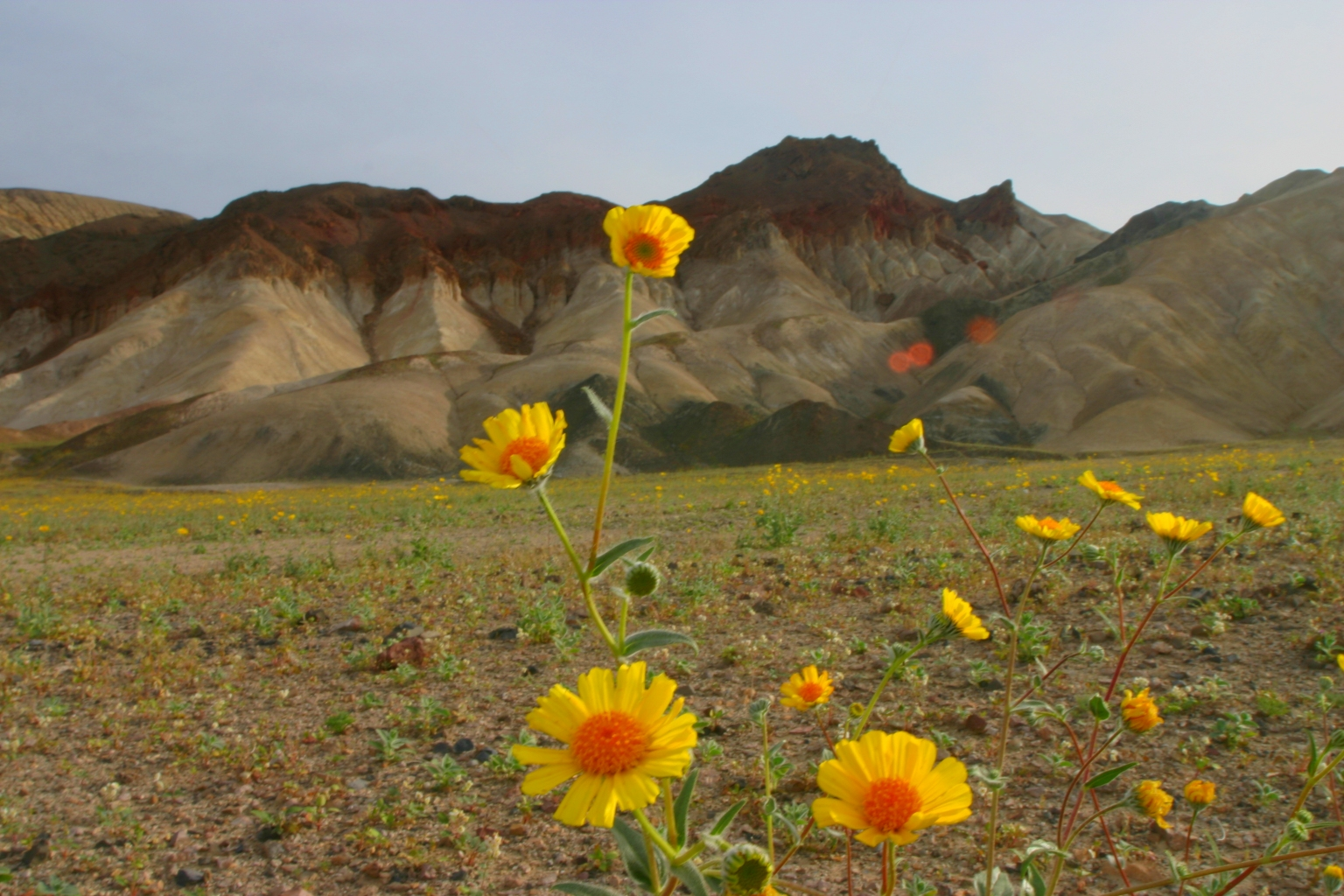
Hoa dã quỳ ở Vườn quốc gia Thung lũng Chết

Hoa dại là loài hoa mọc trong tự nhiên, có nghĩa là nó không được cố ý gieo hoặc trồng. Tuy nhiên, đồng cỏ "hoa dại" có một vài loài hỗn hợp được bán trong các gói hạt giống. Thuật ngữ này ngụ ý rằng cây có thể không phải là cây lai cũng không phải là giống được chọn, khác với cách nó xuất hiện trong tự nhiên như một cây bản địa, ngay cả khi nó mọc ở nơi không tự nhiên. Thuật ngữ này có thể nói đến toàn bộ thực vật có hoa, ngay cả khi không nở hoa, và không chỉ là hoa.

## Một số ví dụ
- Adonis aestivalis - summer pheasant's-eye
- Anthemis arvensis
- Anagallis[2]
- Agrostemma githago
- Centaurea cyanus
- Coreopsis tinctoria
- Dianthus barbatus
- Digitalis purpurea
- Eschscholzia californica - California Poppy
- Gypsophila elegans
- Glebionis segetum
- Lantana spp.
- Papaver rhoeas
- Silene latifolia
- Viola tricolor
- Dimorphotheca aurantiaca
- Alnus glutinosa
- Callirhoe involucrata
- Potentilla sterilis
- Prunus padus
- Petasites hybridus
- Ranunculus ficaria
- Tussilago farfara
- Viola riviniana
- Phlox drummondii
- Ulmus sp